# Basilica di San Michele (Bordeaux)
La basilica di San Michele (in francese: basilique Saint-Michel de Bordeaux) è una chiesa cattolica di Bordeaux, nel dipartimento della Gironda. La chiesa è uno dei principali luoghi di culto della città e ha la particolarità di avere la torre campanaria, una delle più alte di Francia con i suoi 114,60 metri, staccata dal corpo della chiesa.

## Storia
Dal 1846 è iscritta nell'elenco dei monumenti storici di Francia. Divenuta basilica minore nel 1903, è stata inscritta nella lista dei patrimoni dell'umanità dell'UNESCO dal 1998, in quanto meta intermedia della Via Turonensis, uno dei percorsi per San Giacomo di Compostella in Francia.

## Galleria d'immagini

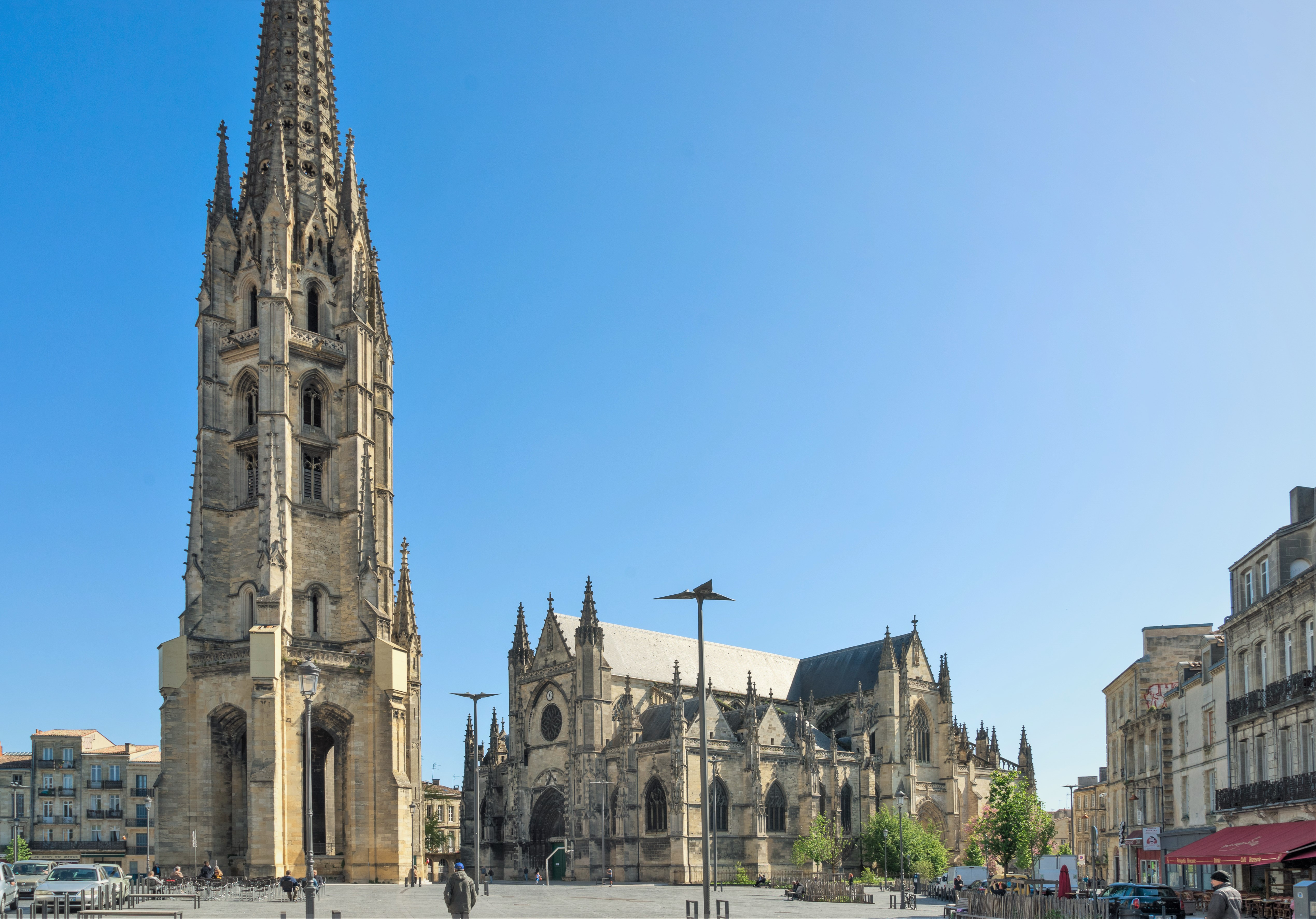
Fronte della basilica e il campanile
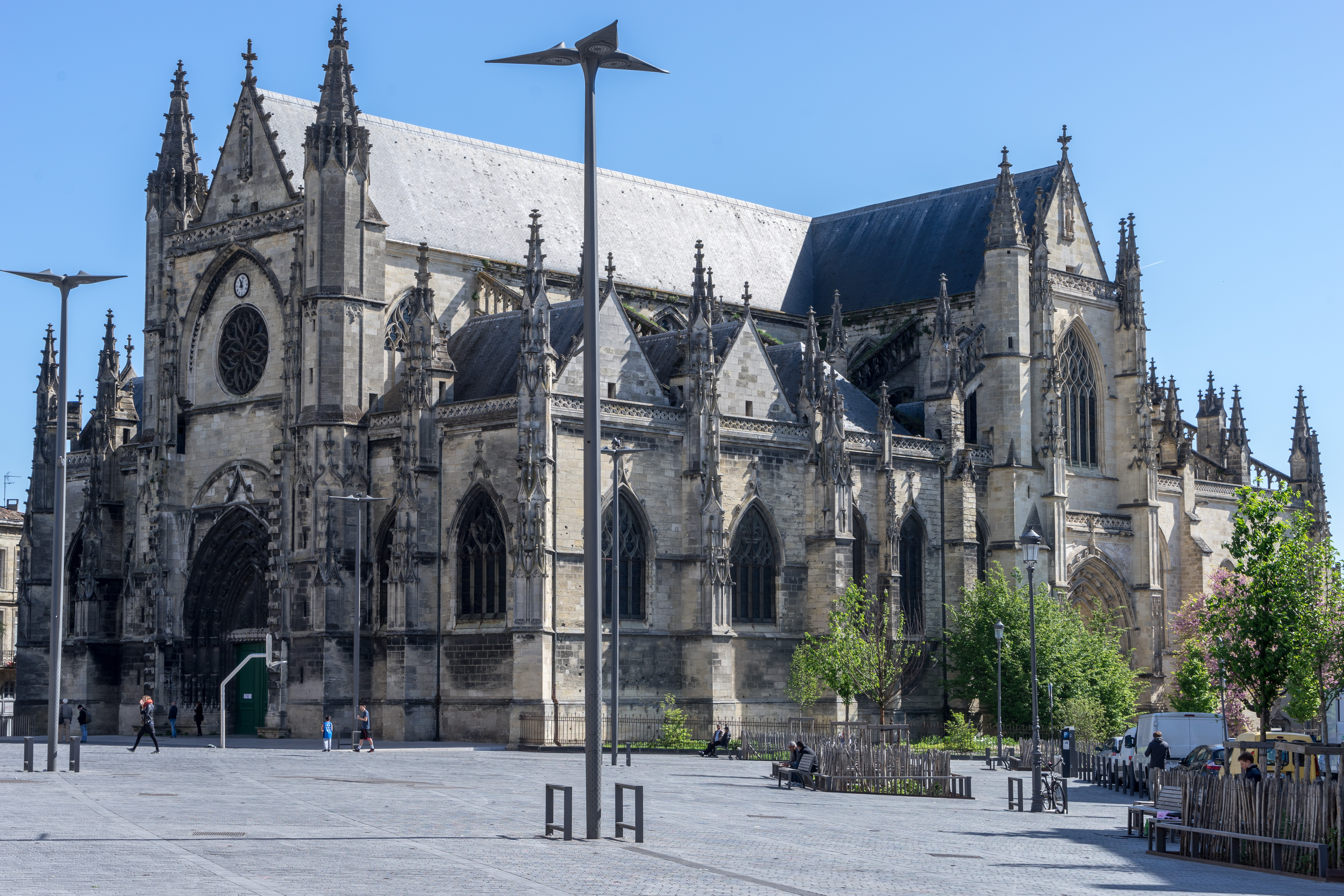
Particolare della facciata
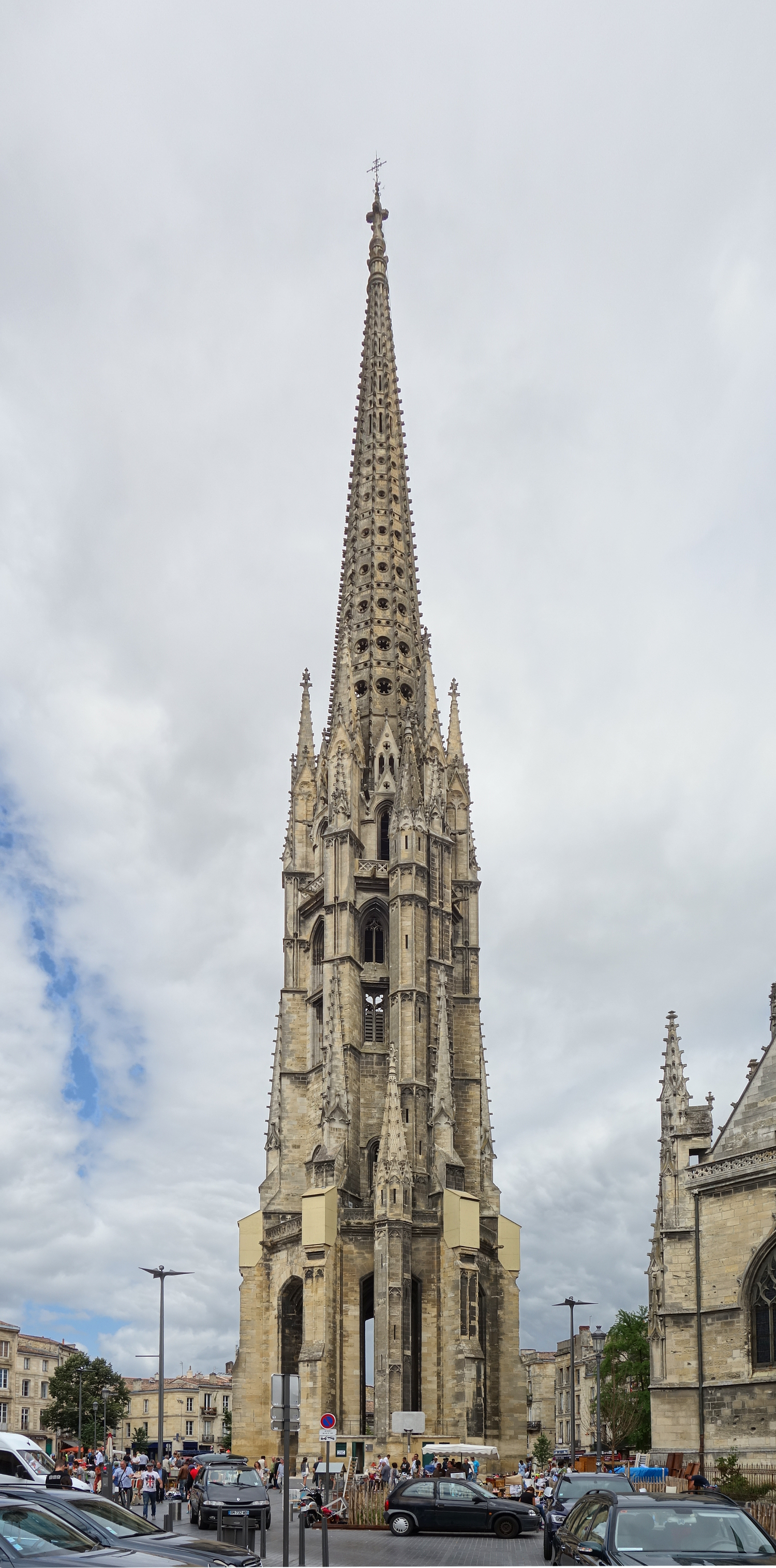
Campanile
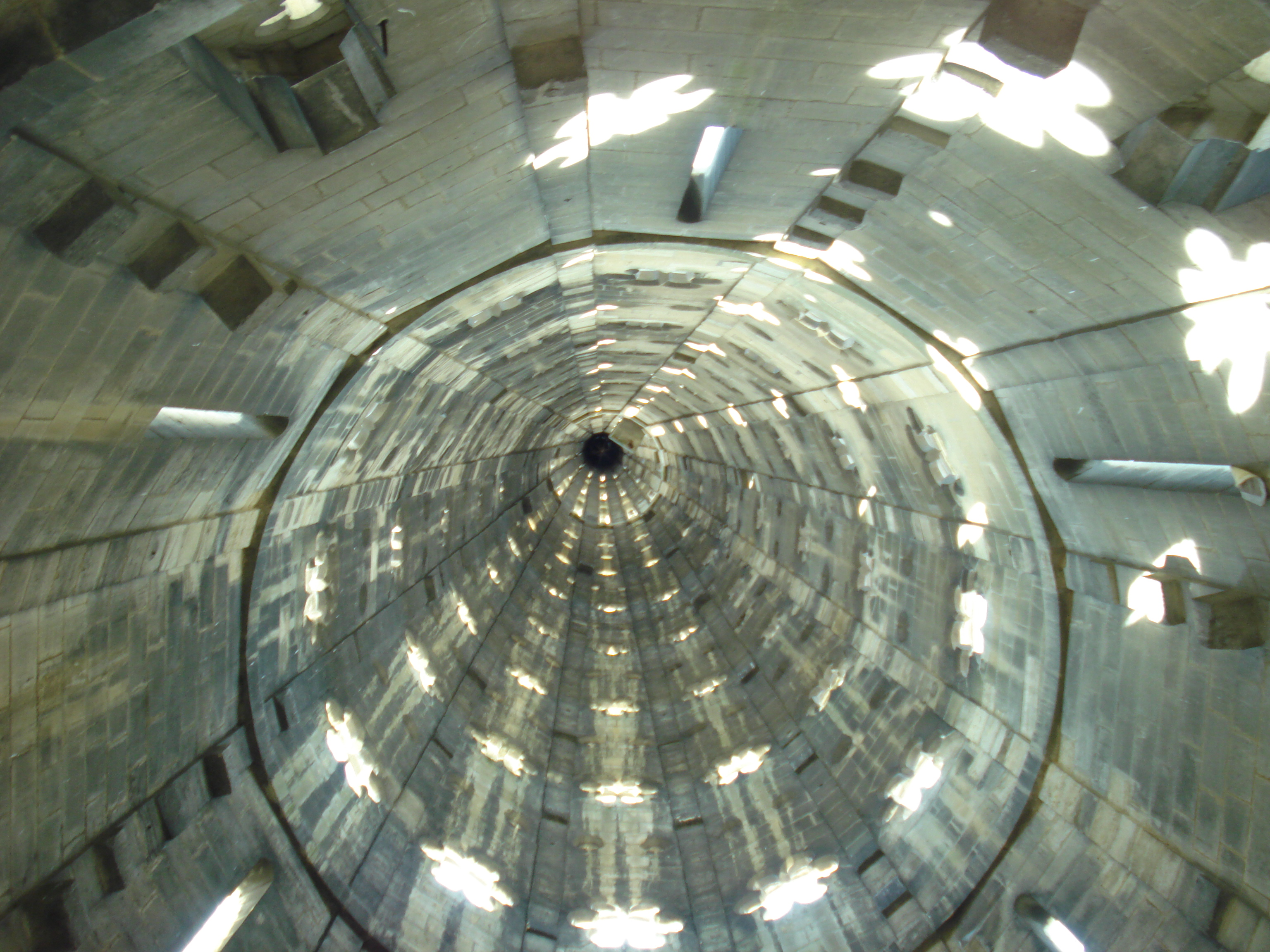
Interni del campanile
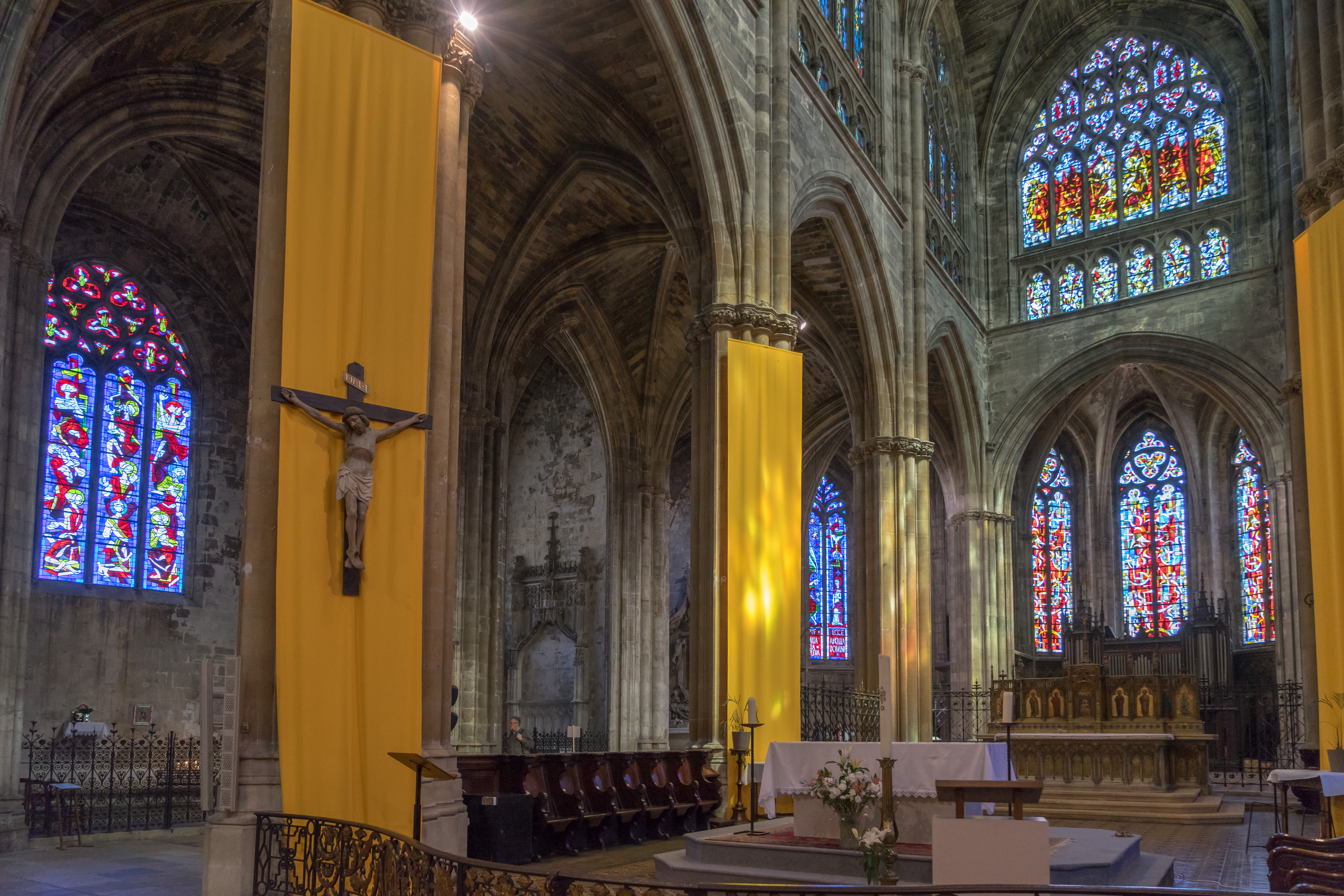
Interni
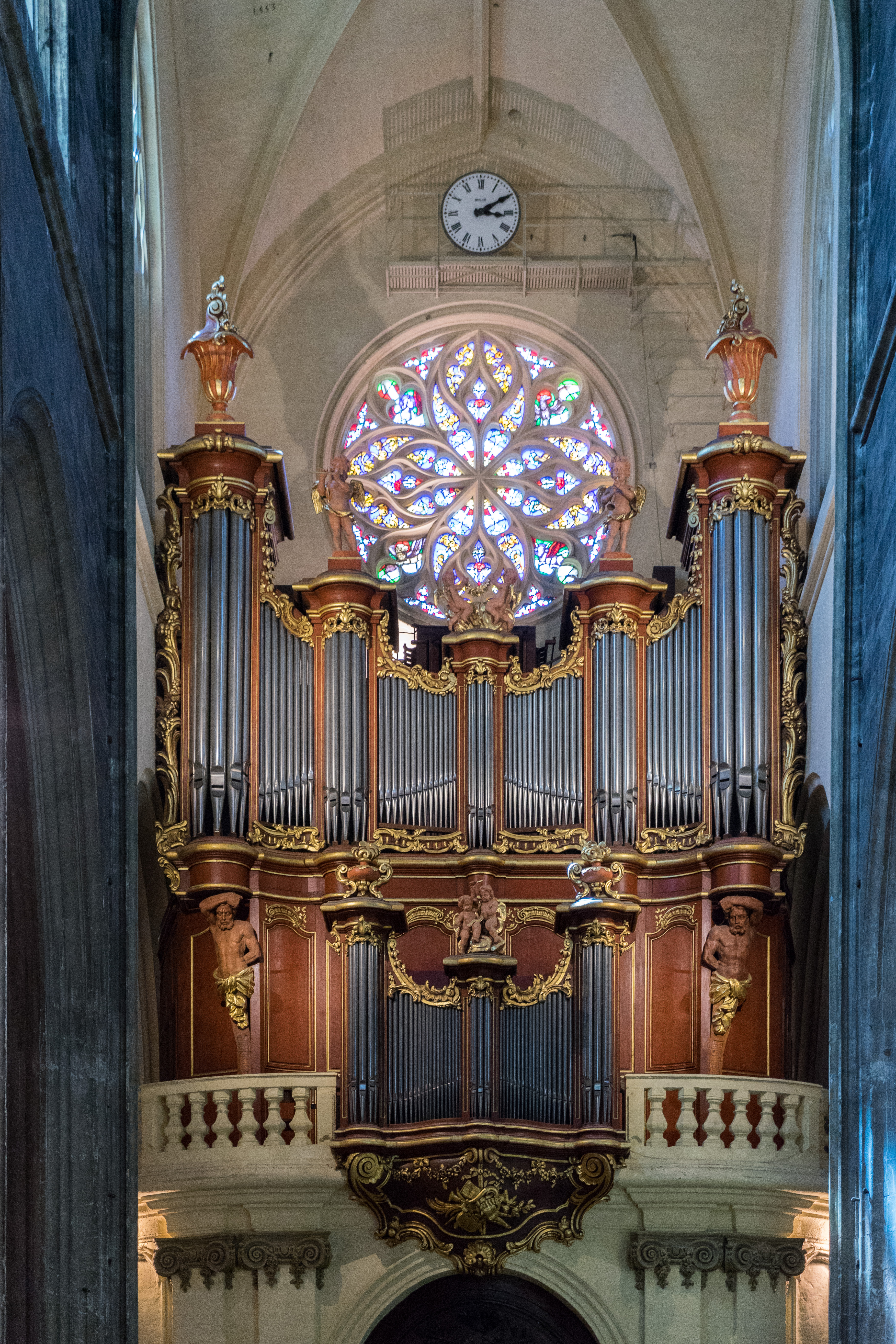
Organo